# Militocodon
Militocodon (з єдиним видом Militocodon lydae) — рід ссавців з родини Periptychidae (й підродини Conacodontinae).

## Опис
Попри те, що периптихиди відомі здебільшого з фрагментарних залишків, у районі Коррал-Блаффс у басейні Денвера, штат Колорадо, знайдено численні винятково добре збережені скам'янілості ссавців, зокрема периптихіди, з самого раннього палеоцену. Militocodon описаний на основі часткового черепа й зубів і додаткового неасоційованого фрагмента зуба. Militocodon lydae — дрібний (~273–455 г) периптихид з ≈ 610 тисяч років після масового K–Pg вимирання північноамериканських наземних ссавців Puercan 2 у Коррал Блаффс. Зубний ряд M. lydae демонструє синапоморфії, які діагностують Conacodontinae, але він є плезіоморфним відносно Oxyacodon, нагадуючи передбачувано базальні периптихиди, такі як Mimatuta та Maiorana за кількома ознаками зубів. Отже, M. lydae — базальний конакодонтин. Анатомія його черепа не виявляє чітких синапоморфій периптихид і натомість нагадує структуру арктоціонід та інших примітивних евтерій.

## Етимологія
Рід названо на честь Шерон Міліто за її відданість палеонтології та освіті в басейні Денвера та за знахідку переданого зразка DMNH EPV.103390. Вид названо на честь Ліди Хілл, давньої чемпіонки Колорадо-Спрінгс і основного прихильника досліджень відновлення після K–Pg у Денверському музеї природи та науки.

## Поширення
Скам'янілість знайдено в шарі Пуеркан 2 Денверської формації, округ Ель-Пасо, Колорадо.